# Рилці
Ри́лці (болг. Рилци) — село в Благоєвградській області Болгарії. Входить до складу общини Благоєвград.

## Населення
За даними перепису населення 2011 року у селі проживали 915 осіб.
Національний склад населення села:
| Національність   | Кількість осіб | Відсоток |
| ---------------- | -------------- | -------- |
| болгари          | 880            | 99,7%    |
| турки            | 0              | 0%       |
| цигани           | 0              | 0%       |
| інша             | 3              | 0,3%     |
| не визначились   | 0              | 0%       |
| Всього відповіли | 883            |          |

Розподіл населення за віком у 2011 році:
Динаміка населення: